# جفری (حوزه سرشماری)، نیوهمپشایر
جفری (به انگلیسی: Jaffrey) یک منطقهٔ مسکونی در ایالات متحده آمریکا است که در نیوهمپشایر واقع شده‌است. جفری ۶٫۸۲ کیلومتر مربع مساحت و ۲٬۷۵۷ نفر جمعیت دارد و ۳۰۶ متر بالاتر از سطح دریا واقع شده‌است.